# Пісні і танці смерті
Пісні і танці смерті (рос. Песни и пляски смерти) — цикл з чотирьох пісень для голосу і фортепіано Модеста Мусоргського, написаний протягом 1875–1877 років.
Пісні вважаються одним з найвидатніших доробків Мусоргського. Музичними засобами Мусоргський втілив трагізм віршів A. Голеніщева-Кутузова. Чотири маски смерті — жорстокої та лицемірної у своїй ненависті перекреслюють любов, мрії і бажання людей.

## Пісні
Колискова («Колыбельная»)

Сюжет пісні — Мати, а потім сама смерть співають колисанку помираючій дитині
Серенада

Сюжет пісні — дівчина при смерті мріє про кохання, смерть з'являється їй у вигляді лицаря.
Трепак

Хлопець напідпитку потрапляє у снігову заметіль, смерть змушує його танцювати передсмертний танок тропак, йому мариться літо.
Полководець

Сюжет пісні — смерть виходить на поле битви справжнім полководцем і переможцем. Існує версія про те, що Мусоргський спирався на польську повстанську пісню «Z dymem pożarów».

## Оркестрові версії
Відомо, що Мусоргський власноруч збирався оркеструвати ці пісні, проте так і не зробив цього. Невдовзі після смерті автора, пісні були оркестровані Олександром Глазуновим (№ 1 і 3) та Римським Корсаковим (№ 2 і 4). Їх версія була видана 1882 року.
Дмитро Шостакович створив власну оркестровку пісень у 1962 з присвяченням Галині Вишневській. Через 7 років Шостакович, вважаючи, що ці чотири пісні занадто короткі, створив своєрідне їх тематичне продовження — Симфонію № 14 для сопрано, баса і оркестру.